# Normaarmen

Vintergatans spiralarmar.

Normaarmen är en mindre spiralarm i Vintergatan som sträcker sig från och runt centrum av Vintergatan. Inre delen kallas Normaarmen, och yttre delen kallas Cygnusarmen, som ligger utanför Perseusarmen, eller Yttre armen, vilken ligger längre bort från centrum än Cygnusarmen.